# Kelly O'Dwyer
Kelly O'Dwyer   (Melbourne, 31 de març de 1977) és una política australiana, Ministra de Treball i Relacions Industrials i Ministra per a la Dona del seu país. Representa la Divisió de Higgins a la Cambra de Representants d'Austràlia des del 2009 i és membre del Partit Liberal. El 2018 va ser llistada com una de les 100 Women BBC.